# Симоно, Рене
Жанна Рене Денёв (фр. Renée Simonot; 10 сентября 1911 — 11 июля 2021, профессионально известная как Рене-Жанна Симоно) — французская актриса и певица. Жена  актёра Мориса Дорлеака, мать актрис Катрин Денёв и Франсуазы Дорлеак,  бабушка актёров Кристиана Вадима и Кьяры Мастроянни.

## Биография
Родившись в Гавре в семье Жозефа-Севера Денёва и его супруги Антуанетты, она дебютировала в Театре Одеон в 1918 году в возрасте 7 лет. Прежде всего, она была театральной актрисой, добившись признания и неофициального титула примы. Её дочь Катрин решила использовать девичью фамилию матери, Денёв, как своё профессиональное имя. Симоно — псевдоним Рене, который она позаимствовала у оперной певицы и друга семьи.
Рене Симоно была одной из первых французских актрис, занявшихся дубляжом американских фильмов во Франции с конца 1920-х годов. Она была голосом Оливии де Хэвилленд (в большинстве её фильмов), Сильвии Сидни, Джинн Крейн, Джуди Гарленд, Донны Рид, Эстер Уильямс и других.
Катрин Денёв в интервью, опубликованном журналом M в 2012 году, вспоминает свою мать следующим образом: «Это невероятно, да: моей маме 100 лет! Скоро 101. Она живёт одна дома, играет в бридж, носит очки, но у неё очень хороший слух и прекрасная голова. Это, безусловно, утешительный образ старости».
Скончалась актриса 11 июля 2021 года, не дожив всего два месяца до 110-летия.